# L'Insulte
L'Insulte (Arabisch: قضية رقم ٢٣, Engels: The Insult) is een Libanees-Franse film uit 2017, geschreven en geregisseerd door Ziad Doueiri.

## Verhaal
Twee mannen in Beiroet krijgen ruzie wanneer de ene op zijn balkon de planten watert en de andere waterdruppels op zich krijgt. Toekomstige vader Tony is een Libanese christen en de ploegbaas Yasser is een Palestijns vluchteling. De ruzie ontaardt in geweld en een rechtszaak met nationale aandacht tot gevolg.

## Rolverdeling
| Acteur             | Personage               |
| ------------------ | ----------------------- |
| Adel Karam         | Tony Hanna              |
| Kamel El Basha     | Yasser Abdallah Salameh |
| Christine Choueiri | Manal Salameh           |
| Rita Hayek         | Shirine Hanna           |

## Productie
De film werd geselecteerd als Libanese inzending voor de beste niet-Engelstalige film voor de 90ste Oscaruitreiking en werd ook genomineerd.

### Release
L'Insult ging op 31 augustus 2017 in première op het filmfestival van Venetië waar Kamel El Basha bekroond werd met de "Volpi-cup voor beste acteur". De film kreeg positieve kritieken van de filmcritici met een score van 94% op Rotten Tomatoes, gebaseerd op 35 beoordelingen.

## Prijzen en nominaties
De belangrijkste:
| Jaar | Prijs                  | Categorie                     | Genomineerde(n)              | Uitslag     |
| ---- | ---------------------- | ----------------------------- | ---------------------------- | ----------- |
| 2018 | Academy Award          | Beste niet-Engelstalige film  | Beste niet-Engelstalige film | Genomineerd |
| 2017 | Venetië (74ste editie) | Coppa Volpi voor beste acteur | Kamel El Basha               | Gewonnen    |